# Цихисубани (Душетский муниципалитет)
Цихисубани (груз. ციხისუბანი) — село в Грузии, в муниципалитете Душети края Мцхета-Мтианети. 

## География
Село расположено в северной части края, в 22 километрах по прямой к западу от центра муниципалитета Душети. Высота центра — 1000 метров над уровнем моря.

## Население
По данным переписи населения 2014 года, в селе проживало 44 человека.
| Год  | Население | Мужчины | Женщины |
| ---- | --------- | ------- | ------- |
| 2002 | 76        | 34      | 42      |
| 2014 | 44        | 22      | 22      |